# Văn hóa Bùi Lý Cương

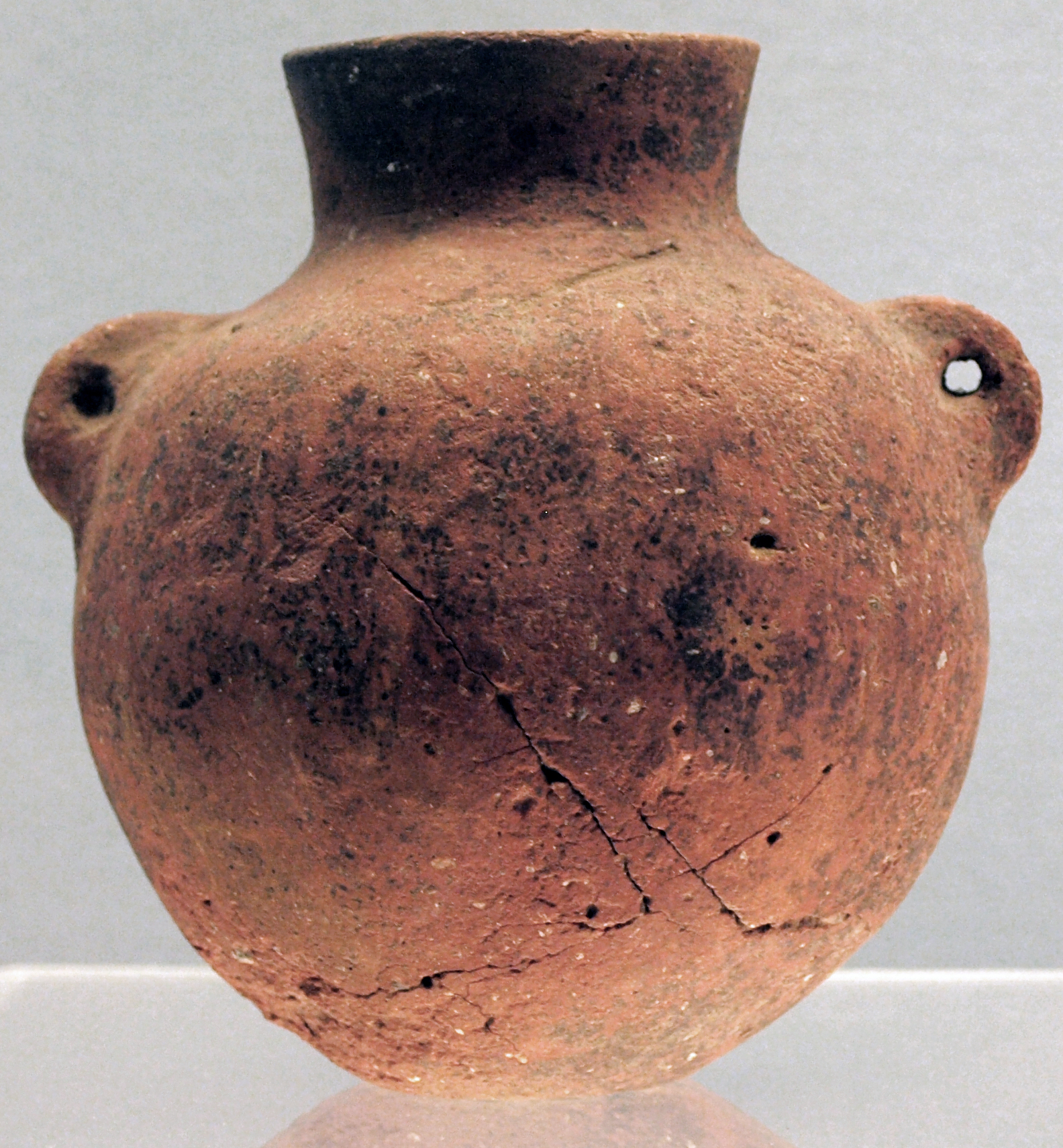
Một chiến bình đỏ với hai cán hình "tai", thuộc văn hóa Bùi Lý Cương, được trưng bày tại Bảo tàng Thượng Hải.

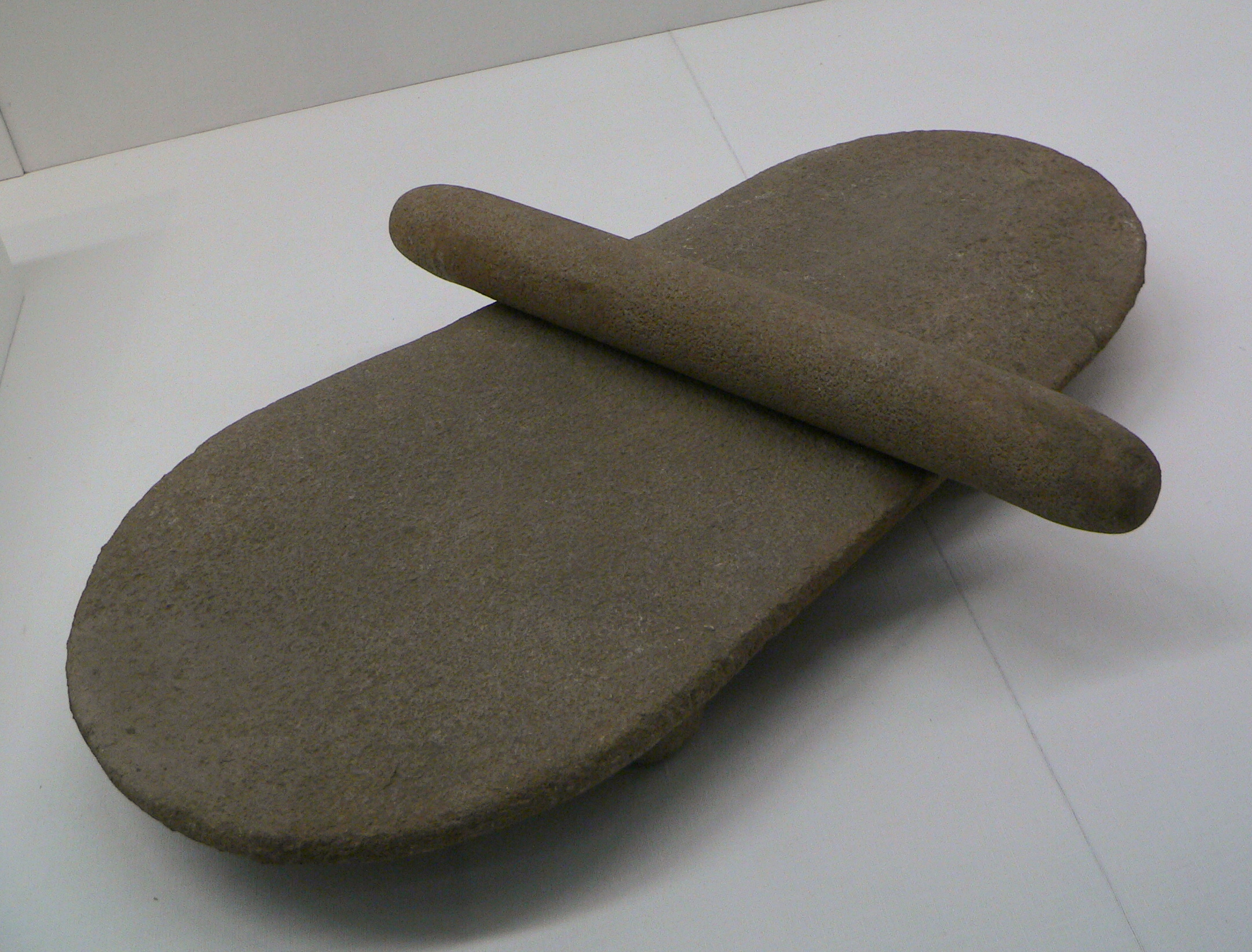
Con lăn và cối đá, trưng bày tại Bảo tàng Trịnh Châu

Văn hóa Bùi Lý Cương (tiếng Trung: 裴李崗文化; bính âm: Péilǐgāng Wénhuà) là tên được các nhà khảo cổ học đặt cho một nhóm các cộng đồng thời đại đồ đá mới tại lưu vực sông Y-Lạc thuộc tỉnh Hà Nam, Trung Quốc. Nền văn hóa này tồn tại từ năm 5500 TCN đến 4900 TCN. Có trên 100 di chỉ đã được xác định thuộc về văn hóa Bùi Lý Cương, gần như toàn bộ trong số đó đều nằm trong một khu vực nhỏ có diện tích khoảng 100 km² ở ngay phía nam sông và dọc theo đôi bờ sông. Nền văn hóa này được đặt tên theo di chỉ Bùi Lý Cương được khai quật năm 1977 thuộc thành phố Tân Trịnh. Các nhà khảo cổ học cho rằng văn hóa Bùi Lý Cương theo chủ nghĩa quân bình, có ít cấu trúc mang tính chính trị.
Cư dân thuộc nền văn hóa Bùi Lý Cương trồng kê và chăn nuôi lợn, gia súc và gia cầm. Họ săn bắn hươu nai và lợn rừng, đánh cá tại dòng sông gần đó, dùng lưới làm từ sợi cây gai dầu. Văn hóa Bùi Lý Cương cũng là một trong những nền văn hóa Trung Quốc cổ nhất có hoạt động sản xuất đồ gốm. Nền văn hóa này mang điểm đặc trưng là có khu vực dân cư và khu vực mai táng riêng biệt, giống như hầu hết các nền văn hóa thời đại đồ đá mới. Các hiện vật thường thấy bao gồm mũi tên, mũi giáo, đầu rìu bằng đá; các công cụ bằng đá như đục, dùi, và liềm dùng để thu hoạch ngũ cốc, các đồ gốm dùng để nấu nướng và lưu trữ ngũ cốc.
Di chỉ Giả Hồ là một trong các di chỉ sớm nhất được xác định thuộc nền văn hóa Bùi Lý Cương.